# Jacobello del Fiore
Jacobello del Fiore (c. 1370 – 1439)   foi um pintor italiano do século XV que viveu em Veneza, sendo um de seus mais importantes artistas. Foi filho e aluno do também pintor Francesco del Fiore.
Seu estilo marca uma transição entre a Escola de Veneza na época medieval e o Gótico Internacional. Foi um artista com um grande talento narrativo, que influenciou artistas mais jovens como Michele Giambono e foi também professor de Carlo Crivelli.

## References
1. ↑  «Jacobello del Fiore». Consultado em 26 de abril de 2014